# Маунт Хермон (Калифорнија)
Маунт Хермон (енгл. Mount Hermon) насељено је место без административног статуса у америчкој савезној држави Калифорнија.

## Демографија
По попису из 2010. године број становника је 1.037.
| Група             | 2000.    | 2010.       |
| Белци             | 0 (0,0%) | 908 (87,6%) |
| Афроамериканци    | 0 (0,0%) | 6 (0,6%)    |
| Азијати           | 0 (0,0%) | 14 (1,4%)   |
| Хиспаноамериканци | 0 (0,0%) | 83 (8,0%)   |
| Укупно            | 0        | 1.037       |